# Gar Samuelson
Gar Samuelson, född 12 juni 1958 i Dunkirk, New York, död 14 juli 1999 i Orange City, Florida, var en amerikansk musiker. 
Samuelson var batterist i thrash metal-bandet Megadeth mellan 1983 och 1987. Han medverkade på albumen Killing Is My Business... And Business Is Good! (1985) och Peace Sells... But Who's Buying? (1986). Han skapade även Megadeths maskot Vic Rattlehead. Under 1990-talet gav han ut två album med gruppen Fatal Opera.
Nyutgåvan av Megadeths debutalbum är tillägnad honom.